# Hội đồng Nghị viện của Ủy hội châu Âu
Hội đồng Nghị viện của Ủy hội châu Âu (tiếng Anh: Parliamentary Assembly of the Council of Europe, viết tắt là PACE), được thành lập theo Hiệp ước London. Hội đồng đã tổ chức khóa họp đầu tiên ở Strasbourg ngày 10.8.1949, có thể được coi là Hội đồng Nghị viện quốc tế lâu đời nhất với thành phần đa nguyên gồm các nghị sĩ được bầu ra cách dân chủ dựa trên cơ sở của một hiệp ước liên chính phủ. 
Hội đồng là một trong hai cơ quan theo định chế của Ủy hội châu Âu, trong đó có một Ủy ban Bộ trưởng (các bộ trưởng ngoại giao của các nước thành viên, thường do các thứ trưởng đại diện của họ dự họp) và Hội đồng Nghị viện, đại diện các lực lượng chính trị (phe đa số và phe thiểu số đối lập) trong các nước thành viên.

## Nhiệm vụ

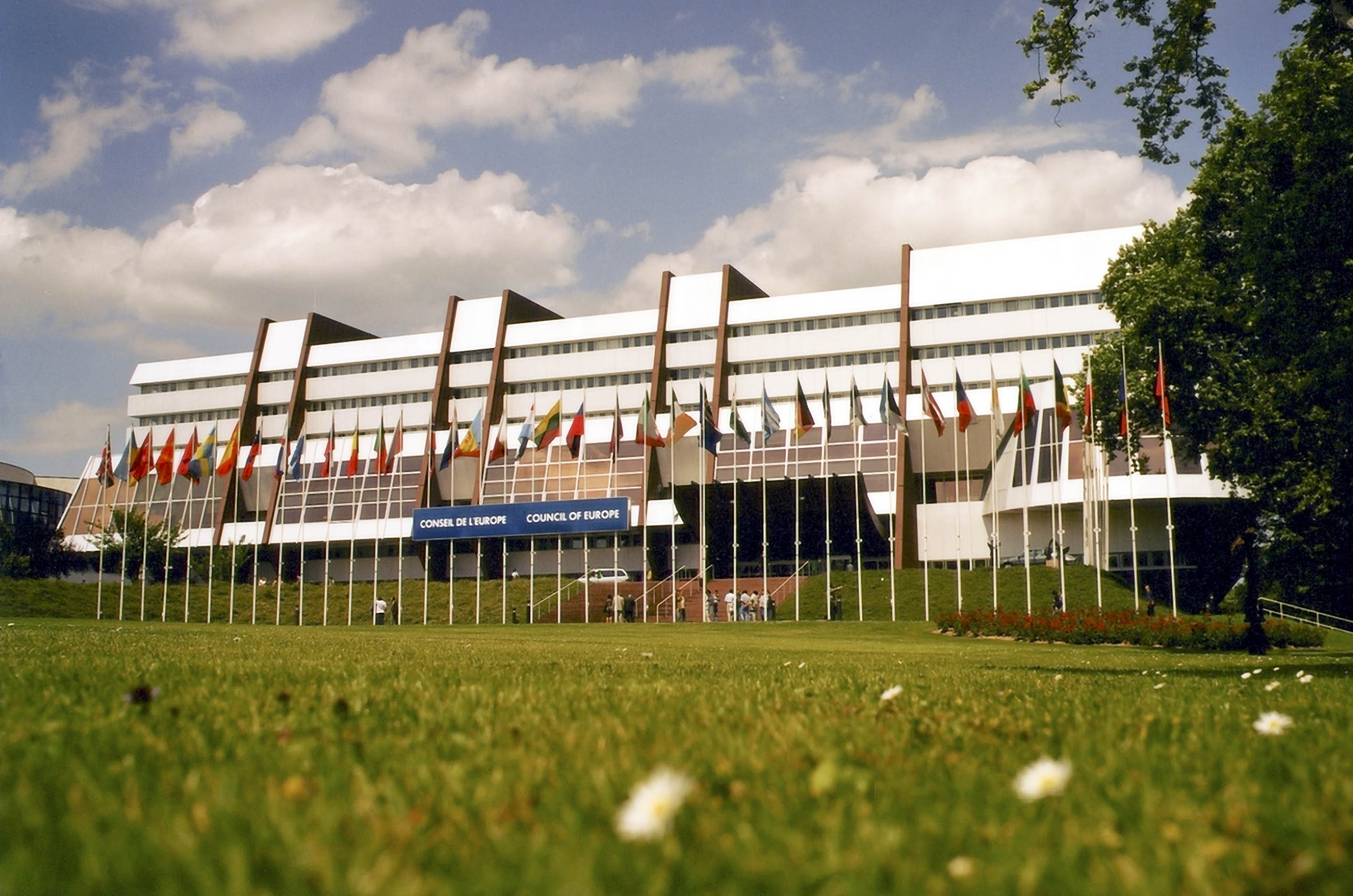
Dinh châu Âu ở Strasbourg.

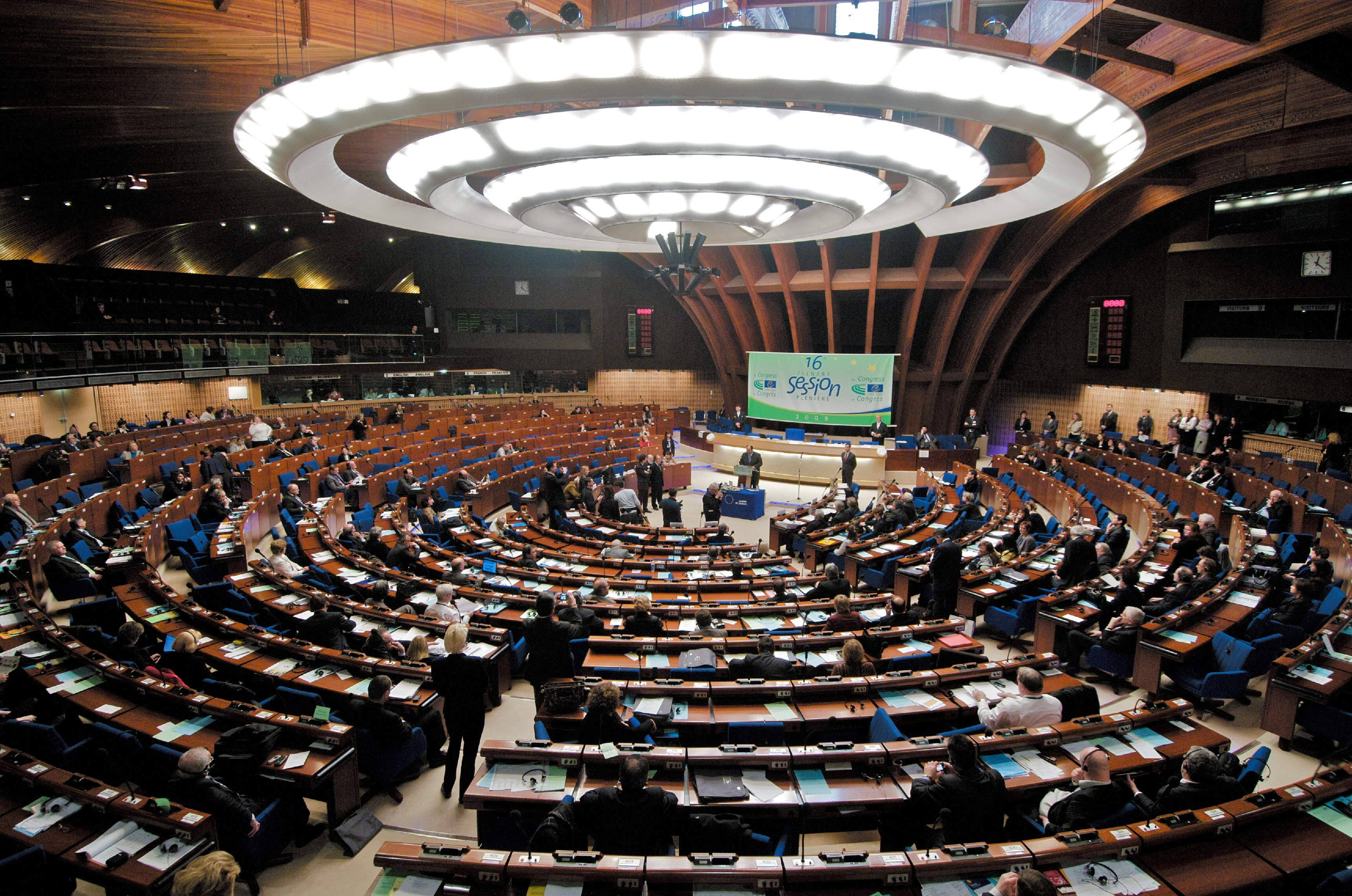
Phòng họp của Hội đồng Nghị viện.

Không giống như Nghị viện châu Âu - (một thiết chế của Liên minh châu Âu), được lập ra theo mô hình của Hội đồng Nghị viện này và cũng họp các phiên khoáng đại ở Strasbourg (trước năm 1999, ở phòng bán cầu của Hội đồng Nghị viện) - quyền hạn của Hội đồng Nghị viện chỉ có thể điều tra, giới thiệu và tư vấn. Mặc dù vậy, khuyến nghị của Hội đồng Nghị viện về các vấn đề chẳng hạn như nhân quyền có trọng lượng đáng kể trong bối cảnh chính trị châu Âu. Nghị viện châu Âu và các thiết chế khác của Liên minh châu Âu thường xuyên tham khảo các việc làm của Hội đồng Nghị viện, đặc biệt là trong lĩnh vực nhân quyền, hợp tác pháp lý và hợp tác văn hoá.
Các chức năng quan trọng theo định chế của Hội đồng Nghị viện là việc bầu Tổng thư ký Ủy hội châu Âu, các thẩm phán của Tòa án Nhân quyền châu Âu và các thành viên của Ủy ban châu Âu phòng chống Tra tấn.
Thông thường, Hội đồng Nghị viện họp mỗi năm 4 lần ở Strasbourg tại Dinh châu Âu trong một tuần lễ. 10 ủy ban thường trực của Hội đồng Nghị viện họp quanh năm để chuẩn bị các báo cáo và các dự án cho các quyết định trong lãnh vực chuyên môn tương ứng của họ.
Hội đồng Nghị viện lập ra chương trình nghị sự của riêng mình. Hội đồng thảo luận về các biến cố ở châu Âu và quốc tế cùng xem xét các vấn đề hiện tại khiến cho dân các nước châu Âu quan tâm. Các chủ đề chính được quan tâm là nhân quyền, dân chủ, bảo vệ các dân tộc thiểu số và pháp trị. 

## Các thành viên
Hội đồng Nghị viện có tổng cộng 642 thành viên – 321 thành viên chính và 321 người dự khuyết  - là các đại diện của mỗi nước thành viên của Ủy hội châu Âu. Cũng có 18 phái đoàn quan sát viên từ các nước Canada, Israel và México. Tầm cỡ của mỗi nước quyết định số đại biểu và số phiếu của nước đó. Điều này trái với lượng thành phần của Ủy ban Bộ trưởng, trong đó mỗi nước chỉ có một đại diện và một phiếu.
Mỗi nước thành viên tự chọn phương pháp để chỉ định các đại biểu của mình vào Hội đồng Nghị viện; tuy nhiên, các đại biểu phải được chọn trong số các nghị sĩ quốc hội của mỗi nước. Ngoài ra, thành phần chính trị của mỗi đoàn đại biểu quốc gia phải phản ánh sự đại diện của các đảng chính trị khác nhau trong quốc hội của nước đó.

### Thành phần theo từng nước
| Nước                 | Số đại biểu | Ngày tham gia |
| -------------------- | ----------- | ------------- |
| Albania              | 4           | 1995          |
| Andorra              | 2           | 1994          |
| Armenia              | 4           | 2001          |
| Áo                   | 6           | 1956          |
| Azerbaijan           | 6           | 2001          |
| Bỉ                   | 7           | 1949          |
| Bosna và Hercegovina | 5           | 2002          |
| Bulgaria             | 6           | 1992          |
| Croatia              | 5           | 1996          |
| Cộng hòa Síp         | 3           | 1961          |
| Cộng hòa Séc         | 7           | 1991          |
| Đan Mạch             | 5           | 1949          |
| Estonia              | 3           | 1993          |
| Phần Lan             | 5           | 1989          |
| Pháp                 | 18          | 1949          |
| Gruzia               | 5           | 1999          |
| Đức                  | 18          | 1951          |
| Hy Lạp               | 7           | 1949          |
| Hungary              | 7           | 1990          |
| Iceland              | 3           | 1959          |
| Ireland              | 4           | 1949          |
| Ý                    | 18          | 1949          |
| Latvia               | 3           | 1995          |
| Liechtenstein        | 2           | 1978          |
| Litva                | 4           | 1993          |
| Luxembourg           | 3           | 1949          |
| Macedonia            | 3           | 1995          |
| Malta                | 3           | 1965          |
| Moldova              | 5           | 1995          |
| Monaco               | 2           | 2004          |
| Montenegro           | 3           | 2007          |
| Hà Lan               | 7           | 1949          |
| Na Uy                | 5           | 1949          |
| Ba Lan               | 12          | 1991          |
| Bồ Đào Nha           | 7           | 1976          |
| România              | 10          | 1993          |
| Nga                  | 18          | 1996          |
| San Marino           | 2           | 1988          |
| Serbia               | 7           | 2003          |
| Slovakia             | 5           | 1993          |
| Slovenia             | 3           | 1993          |
| Tây Ban Nha          | 12          | 1977          |
| Thụy Điển            | 6           | 1949          |
| Thụy Sĩ              | 6           | 1963          |
| Thổ Nhĩ Kỳ           | 12          | 1949          |
| Ukraina              | 12          | 1995          |
| Vương quốc Anh       | 18          | 1949          |

### Các nước quan sát viên
| Nước       | Số đại biểu | Ngày tháng |
| ---------- | ----------- | ---------- |
| Canada     | ?           | 1996       |
| Israel     | ?           | ?          |
| México     | ?           | 1999       |
| Bắc Cyprus | 2           | 2004       |

Canada (1996), Tòa Thánh (1970), Israel, Nhật Bản (1996), México (1999), Bắc Cyprus (2004) và Hoa Kỳ (1995) có cương vị quan sát viên.
Cương vị khách đặc biệt của Belarus đã đình chỉ ngày 13.01.1997.

### Thành phần theo nhóm đảng chính trị
Hội đồng Nghị viện có 5 nhóm đảng chính trị:
| Nhóm                                   | Hệ tư tưởng                            | Chủ tịch      | Thành viên |
| -------------------------------------- | -------------------------------------- | ------------- | ---------- |
| Đảng Nhân dân châu Âu                  | Dân chủ Thiên chúa giáo, Bảo thủ tự do | Luca Volontè  | 218        |
| Nhóm Xã hội                            | Dân chủ Xã hội, Xã hội Dân chủ         | Andreas Gross | 206        |
| Nhóm Dân chủ châu Âu                   | Bảo thủ                                | Robert Walter | 115        |
| Liên minh Tự do và Dân chủ cho châu Âu | Tự do                                  | Anne Brasseur | 103        |
| Nhóm cánh tả châu Âu thống nhất        | Xã hội Dân chủ, Cộng sản               | Tiny Kox      | 31         |

## Ngôn ngữ
Các ngôn ngữ chính thức của Ủy hội châu Âu là tiếng Anh và tiếng Pháp, nhưng Hội đồng Nghị viện cũng sử dụng tiếng Đức và tiếng Ý để làm việc. Trong các phiên họp toàn thể (kéo dài một tuần lễ và mỗi năm họp 4 lần), thì có thể sử dụng tiếng Anh, tiếng Pháp, tiếng Đức, tiếng Ý, tiếng Nga, tiếng Hy Lạp và tiếng Tây Ban Nha, và có các thông dịch viên. Mỗi thành viên của Hội đồng Nghị viện có một máy nghe cá nhân và một máy kiểm soát để chọn ngôn ngữ. Các vị khách (dự họp) nói một ngôn ngữ khác thì hoặc phải tự phát biểu bằng một trong 2 ngôn ngữ chính thức, hoặc phải đem theo thông dịch viên của mình. Mặc dù biện pháp này có vẻ như lý tưởng và tương đối đắt tiền, nhưng hầu như phần lớn các phát biểu ở phiên họp đều được thực hiện bằng tiếng Anh.

## Các chủ tịch
| Nhiệm kỳ  | Tên                            | Nước        | Party                             |
| --------- | ------------------------------ | ----------- | --------------------------------- |
| 1949      | Édouard Herriot (lâm thời)     | Pháp        | Đảng Cấp tiến                     |
| 1949-51   | Paul-Henri Spaak               | Bỉ          | Đảng Xã hội                       |
| 1952-54   | François de Menthon            | Pháp        | Phong trào Cộng hòa Bình dân      |
| 1954-56   | Guy Mollet                     | Pháp        | Đảng Xã hội                       |
| 1956-59   | Fernand Dehousse               | Bỉ          | Đảng Xã hội                       |
| 1959      | John Edwards                   | Anh         | Đảng Lao động                     |
| 1960-63   | Per Federspiel                 | Đan Mạch    | Venstre                           |
| 1963-66   | Pierre Pflimlin                | Pháp        | Phong trào Cộng hòa Bình dân      |
| 1966-69   | Sir Geoffrey de Freitas        | Anh         | Đảng Lao động                     |
| 1969-72   | Olivier Reverdin               | Thụy Sĩ     | Đảng Tự do                        |
| 1972-75   | Giuseppe Vedovato              | Ý           | Dân chủ Thiên chúa giáo           |
| 1975-78   | Karl Czernetz                  | Áo          | Đảng Dân chủ Xã hội               |
| 1978-81   | Hans J. de Koster              | Hà Lan      | Đảng Nhân dân Tự do và Dân chủ    |
| 1981-82   | José Maria de Areilza          | Tây Ban Nha | Liên minh Trung tâm Dân chủ       |
| 1983-86   | Karl Ahrens                    | Đức         | Đảng Dân chủ Xã hội               |
| 1986-89   | Louis Jung                     | Pháp        | Trung tâm Dân chủ và Xã hội       |
| 1989-92   | Andreas Björck                 | Thụy Điển   | Đảng Nhân dân Tự do               |
| 1992      | Geoffrey Finsberg              | Anh         | Đảng Bảo thủ                      |
| 1992-95   | Miguel Angel Martinez Martinez | Tây Ban Nha | Đảng Lao động Xã hội              |
| 1996-99   | Leni Fischer                   | Đức         | Liên minh Dân chủ Thiên chúa giáo |
| 1999–2002 | Russell Johnston               | Anh         | Dân chủ Tự do                     |
| 2002–2004 | Peter Schieder                 | Áo          | Đảng Dân chủ Xã hội               |
| 2005–2008 | René van der Linden            | Hà Lan      | Christian Democratic Appeal       |
| 2008–2010 | Lluís Maria De Puig            | Tây Ban Nha | Đảng Lao động Xã hội              |
| 2010-     | Mevlüt Çavuşoğlu               | Thổ Nhĩ Kỳ  | Đảng Công lý và Phát triển        |

Tổng thư ký của Hội đồng Nghị viện là Mateo Sorinas (Tây Ban Nha) từ ngày 1.2.2006.